# Нафи ибн аль-Азрак
Абу Рашид На́фи ибн аль-А́зрак аль-Ханафи (араб. نافع بن الأزرق‎; ум. 685) — вождь крайней хариджитской секты азракитов из окрестностей города Ахваз (совр. Иран), которая объявила все другие течения ислама «неверующими» (араб. - "кафир") и действовала в 80-е годы VII века.

## Биография
В начале своей религиозной деятельности Нафи ибн аль-Азрак примкнул к другим хариджитам и, когда Абдуллах ибн аз-Зубайр поднял восстание в Мекке, решил присоединиться к нему вместе со своими единомышленниками. 
Но Абдуллах ибн аз-Зубайр противоречил им во взглядах и они покинули Мекку в 684 году и разделились на две группы. Группа во главе с Нафи ибн аль-Азраком, Абдуллахом ибн ас-Саффаром ас-Саади, Абдуллахом ибн Ибадом и Ханзалой ибн Байхасом направилась в Басру, а группа Абу Талута, Абу Фудайка и Атии аль-Асвада аль-Йашкури отправилась в Ямаму. Басрийская группа из-за боязни переселилась далее на восток — в город Ахваз.
Последователи Нафи ибн аль-Азрака захватили Ахваз и другие соседние города. Но в месяце джумада аль-уля 65 года  хиджры (685 год) Нафи был убит в боях с басрийским войском во главе с Муслимом ибн ’Убайсом. После его смерти азракитов возглавил Катари ибн аль-Фаджаа.